# Saprus griffithi
Saprus griffithi är en skalbaggsart som beskrevs av Blackburn 1904. Saprus griffithi ingår i släktet Saprus och familjen Aegialiidae. Inga underarter finns listade i Catalogue of Life.